# Xiphinema waimungui
Xiphinema waimungui är en rundmaskart som beskrevs av Yeates, Boag och Brown 1997. Xiphinema waimungui ingår i släktet Xiphinema och familjen Longidoridae. Inga underarter finns listade i Catalogue of Life.